# 제2회 골든 래즈베리상
제2회 골든 래즈베리상은 1981년 영화를 대상으로 1982년 3월에 열린 시상식이다. Oscar Night Pot Luck Party에서 개최되었으며 사회자는 John Wilson이다.

## 수상 및 후보

### 최악의 작품상
- 존경하는 어머니 - Paramount 수상
- 끝없는 사랑 - Universal/Polygram
- 천국의 문 - United Artists
- 언더러치브 - Universal/AFD
- 타잔 - 마일스 오키프 - MGM/UA

### 최악의 남우주연상
- 언더러치브 - Klinton Spillsbury 수상
- 옳은 길 - Gary Coleman
- 타투 - 브루스 던
- 타잔 - 마일스 오키프 - 리처드 해리스
- 천국의 문 - 크리스 크리스토퍼슨

### 최악의 여우주연상
- 타잔 - 마일스 오키프 - 보 데렉 수상
- 존경하는 어머니 - 페이 더너웨이 수상
- 헬 나이트 - 린다 블레어
- 끝없는 사랑 - 브룩 쉴즈
- 꿈꾸는 야생마 - 바브라 스트라이샌드

### 최악의 남우조연상
- 존경하는 어머니 - 스티브 포레스트 수상
- 무지개 아래 - 빌리 바티
- 악령의 리사 - 어네스트 보그나인
- 허울 좋은 여자 - 제임스 코코
- 유인원으로 - 대니 드비토

### 최악의 여우조연상
- 존경하는 어머니 - 다이아나 스카위드 수상
- 존경하는 어머니 - 루타냐 알다
- 캐논볼 - 파라 포셋
- 존경하는 어머니 - Mara Hobel
- 끝없는 사랑 - 셜리 나이트

### 최악의 감독상
- 천국의 문 - 마이클 치미노 수상
- 타잔 - 마일스 오키프 - 존 데릭
- 할리우드의 건달들 - 블레이크 에드워즈
- 존경하는 어머니 - 프랭크 페리
- 끝없는 사랑 - 프랑코 제페렐리

### 최악의 각본상
- 존경하는 어머니 수상
- 끝없는 사랑
- 천국의 문
- 할리우드의 건달들
- 타잔 - 마일스 오키프

### 최악의 신인상
- 언더러치브 - Klinton Spillsbury 수상
- 옳은 길 - Gary Coleman
- 끝없는 사랑 - 마틴 휴이트
- 존경하는 어머니 - Mara Hobel
- 타잔 - 마일스 오키프 - 마일즈 오키프

### 최악의 주제가상
- PATERNITY - "Baby Talk" 수상
- 광란자 - "Hearsts, Not Diamonds"
- 언더러치브 - "The Man in The Mask"
- 허울 좋은 여자 - "Only When I Laugh"
- 홍키 통키 프리웨이 - "You, You're Crazy"

### 최악의 음악상
- 언더러치브 - 존 배리 수상
- 천국의 문 - 데이빗 맨스필드
- 비정의 거리 - 탱거린 드림
- 무지개 아래 - 조 렌제티
- 사랑의 검객 조로 - 이안 프라서

## 같이 보기
- 제54회 아카데미상
- 제35회 영국 아카데미 영화상
- 제39회 골든 글로브상